# Jesús Rosado
Rosado  Caballero est un nom espagnol. Le premier nom de famille, en général paternel, est Rosado ; le second, en général maternel, souvent omis, est Caballero.
Jesús Rosado Caballero, né le 2 septembre 1967 à Ronda (Andalousie), est un coureur cycliste espagnol.
Il devient professionnel en 1990 et le reste jusqu'en 1993. Il n'y remporte aucune victoire. Il participe au Tour de France 1990 qu'il termine à la 152e place.

## Palmarès
- 1989
  - 2e du Gran Premio Feria de San Pedro

## Résultats sur les grands tours

### Tour de France
1 participation
- 1989 : 152e